# Charles de Stoëcklin
Pour les articles homonymes, voir Stoëcklin.
 (novembre 2023).
Si vous disposez d'ouvrages ou d'articles de référence ou si vous connaissez des sites web de qualité traitant du thème abordé ici, merci de compléter l'article en donnant les références utiles à sa vérifiabilité et en les liant à la section « Notes et références ».
Charles Édouard Eugène de Stoëcklin, né à Fribourg le 16 juin 1834 et mort pour la France au champ d'honneur à Jáltipan le 17 août 1863, est ingénieur civil de l'Ecole Centrale de Paris, officier engagé dans le Corps français à la prise de Mexico en 1863, commandant de Minatitlán, et chevalier de la Légion d'Honneur.

## Biographie
Sorti de l'École Centrale de Paris (Promotion 1855), Charles de Stoecklin part au Mexique en tant qu’ingénieur civil chargé de la construction de voies ferrées.
Au début de l’expédition française au Mexique de 1862, il s'attache à la cause française et organise une petite troupe d’aventuriers indépendante. Composée d'une quarantaine d'homme, cette unité protège les abords du port de Veracruz à la demande du général Forey.
Réputé doué d’un grand courage personnel, il prend la tête de la contre-guérilla dans la région de Veracruz. Il est cependant mal vu en raison de son mépris des ordres des officiers français. Plusieurs missions où il échoue le compromettent et il doit présenter sa démission. Il est alors remplacé par le colonel Charles-Louis Du Pin, officier français expérimenté dans la lutte contre les guérillas.
Plus tard, Stoecklin forme une nouvelle unité, la contre-guérilla de Minatitlán. En août 1863, il attaque avec ses vingt-cinq cavaliers une bande de guérillas forte de 150 hommes. Abandonné par une partie de ses hommes, il mène tout de même la charge et tombe au champ d'honneur.
Il est nommé chevalier de la Légion d’honneur.